# Yall
Yall és un grup de musica català i agència de publicitat de Barcelona. Va guanyar popularitat a principis de 2015 i 2016 gràcies a la cançó "Hundred Miles".
El grup va ser fundat el 2008 per Albert Pedrero i David Turover, així com pels discjòqueis Joan Sala i David Borras. La paraula «Y'all», en la parla habitual de l'anglès americà, és una contracció de «you all» i es fa servir com a plural de «you», que en anglès estàndard vol dir tant tu com vosaltres. Així doncs significa «vosaltres». L'octubre de 2015, el grup Yall de ma de la marca de moda Desigual va llançar el seu segon senzill, "Hundred Miles " amb Gabriela Richardson com a cantant. El 2018, tenien 200 milions de reproduccions a tot el món, disc d’or a Espanya, Suïssa i Alemanya, i disc de platí a França.